# Synchlora pomposa
Synchlora pomposa är en fjärilsart som beskrevs av Paul Dognin 1898. Synchlora pomposa ingår i släktet Synchlora och familjen mätare. Inga underarter finns listade i Catalogue of Life.